# Толкачов Зіновій Шендерович
Зіно́вій Ше́ндерович Толкачо́в  (25 лютого 1903, Щедрін — 30 серпня 1977, Київ) — український радянський графік і живописець; член Спілки радянських художників України. Батько художників Іллі та Анелі Толкачових.

## Біографія
Народився 12 [25] лютого 1903 року в єврейській землеробській колонії Щедріні Бобруйського повіту Мінської губернії Російської імперії (тепер село Жлобинського району Гомельської області Білорусі) в сім'ї слюсарая-ремісника. Після закінчення двокласного ремісничого відділення Київського казенного єврейського училища навчався в художній школі. Через важке матеріальне становище сім'ї був змушений залишити школу. Працював учнем майстра з розпису вивісок, потім в «мальовничій артілі» Мана, де малював кіноафіші.
Брав участь у Громадянській війні в Росії, працював у політвідділі 14-ї армії. У 1919—1920 роках навчався у ВХУТЕМАСі в Москві, був учнем Петра Кончаловського, Олександра Осьмьоркіна. 1920 року повернувся до Києва, працював завідувачем політпросвіти Подільського, а потім Шулявського райкомів комсомолу. Член РКП(б) з 1922 року. 1923 року направлений на навчання до Комуністичного університету у Харків. З 1925 по 1927 рік служив у Червоній армії.
У 1927—1930 роках навчався у Київському художньому інституті у Федора Кричевського. У 1933—1935 роках викладав у ньому (доцент з 1933 року). Серед учнів: Катерина Гаккебуш, Володимир Гливенко, Василь Голубович, Василь Кукуруза, Павло Куценко, Олександр Фільберт.
Під час німецько-радянської війни був фронтовим художником, брав участь у звільненні в'язнів табору смерті Майданек в 1944 році і концтабору Аушвіц в 1945 році.
Нагороджений медалями і Грамотою Президії Верховної Ради УРСР. Мешкав у Києві в будинку на вулиці Леніна, № 68 («Роліт»), квартира № 40. Помер у Києві 30 серпня 1977 року.

## Творчість
Працював у галузях монументального мистецтва, станкової та книжкової графіки, виконував плакати, карикатури до часопису «Перець». Серед робіт:
- настінні розписи в Комсомольському клубі на Подолі у Києві (1921, не збереглися)[4];
- його шрифт використано у написі «Ленін» на мавзолеї у Москві[5];
- серії літографій: «Ленін — маса» (1924—1928), «Трипільська трагедія» (1937), «Окупанти» (1941—1943), «Квіти Освенціма» (1945), «Майданек» (1944—1945), «Освенцім» (1961—1963);
- ескіз композиції, присвяченої І з'їздові комсомолу України (1930-ті);
- портрети комуністичних діячів, українських письменників: Артема (Федора Сергєєва), Олексія Гастєва (1923), Василя Блакитного, Василя Чумака (1929), Юрія Яновського (1948), Юрія Смолича (1948), Леоніда Первомайського, Володимира Сосюри;
- малюнки до творів Шолом-Алейхема;
- проєкт меморіалу в пам'ять трагедії в Бабиному Яру. Три варіанти. У співавторстві з архітектором Йосипом Каракісом, скульпторами Яківом Ражбою і Євгеном Жовніровським (1966);

плакати
- «Зійшла зоря, брати діждались волі» (1939);
- «Ой і буде морда бита Гітлера-бандита» (1941);

картини
- «Шевченко-солдат» (1949);
- «Осінь в Першотравневому саду» (1960);
- «Портрет сина» (1962);
- «Пісня» (1970—1977);

ілюстрації до книг
- «Мати» Максима Горького;
- «На Західному фронті без змін» Еріха Ремарка;
- «Як гартувалася сталь» Миколи Островського (1935);
- п'єси «Правда» Олександра Корнійчука (1939);
- «Два сини» Марка Вовчка (1950);
- «Дівчата» Вадима Лукашевича (1954);
- «Матінка Кураж та її діти» Бертольта Брехта (1965, туш).

Брав участь у виставках: республіканських — з 1927 року, всесоюзних — з 1926 року, закордонних — з 1929 року, зокрема:
- виставка «Велика скорбота» в Києві та Москві (1928—1931);
- виставка серії робіт «Містечко» (1939; за мотивами творчості Шолом-Алейхема);
- виставки в містах Польщі (1945—1946; Люблін, Ряшів, Краків, Катовиці, Лодзь, Варшава);
- персональна виставка в будівлі Музею мистецтв меморіального комплексу «Яд Вашем» (24 лютого 2000);
- персональна виставка «Забуттю не підлягає» в Харківському музеї Голокосту (2011).

## У мистецтві
Живописний портрет Зіновія Толкачова у 1968 році написав художник Олександр Костенко.